# Sur ma route
Singles de Black M
Mme Pavoshko
(2014) La légende Black
(2014)
Sur ma route est le quatrième single extrait de l'album Les Yeux plus gros que le monde de Black M.

## Classements hebdomadaires
| Classement (2014)                       | Meilleure position |
| --------------------------------------- | ------------------ |
| Belgique (Wallonie Ultratop 50 Singles) | 2                  |
| Belgique (Wallonie Ultratip 50)         | 24                 |
| France (SNEP)                           | 1                  |
| Suisse (Schweizer Hitparade)            | 40                 |

## Certifications
| Année | Cerémonie                | Nomination                          | Résultats  | Ref   |
| ----- | ------------------------ | ----------------------------------- | ---------- | ----- |
| 2014  | Trace Urban Music Awards | Meilleur clip vidéo de l'année 2014 | Lauréat    | [ 5 ] |
| 2014  | NRJ Music Awards         | Chanson francophone de l'année      | Nomination | [ 6 ] |
| 2015  | Victoires de la musique  | Chanson originale de l'année        | Nomination | [ 7 ] |

| Région                                                                                                 | Certification | Ventes/Streams |
| --- | ------------- | -------------- |
| Belgique (BEA)                                                                                         | Platine       | 30 000*        |
| France (SNEP)                                                                                          | Or            | 75 000*        |
| *Ventes selon la certification ^Mise en rayon selon la certification xNon précisé par la certification |               |                |

## Autour de
Dans le clip, Black M interprète plusieurs personnages célèbres tels que : Le Fugitif, Charlie Chaplin, Mohamed Ali, Frodon Sacquet, Albator, Joker ou encore George Clooney dans Gravity.